# Pyrinia distincta
Pyrinia distincta är en fjärilsart som beskrevs av W. Warren 1897. Pyrinia distincta ingår i släktet Pyrinia och familjen mätare. Inga underarter finns listade.